# Blasenka

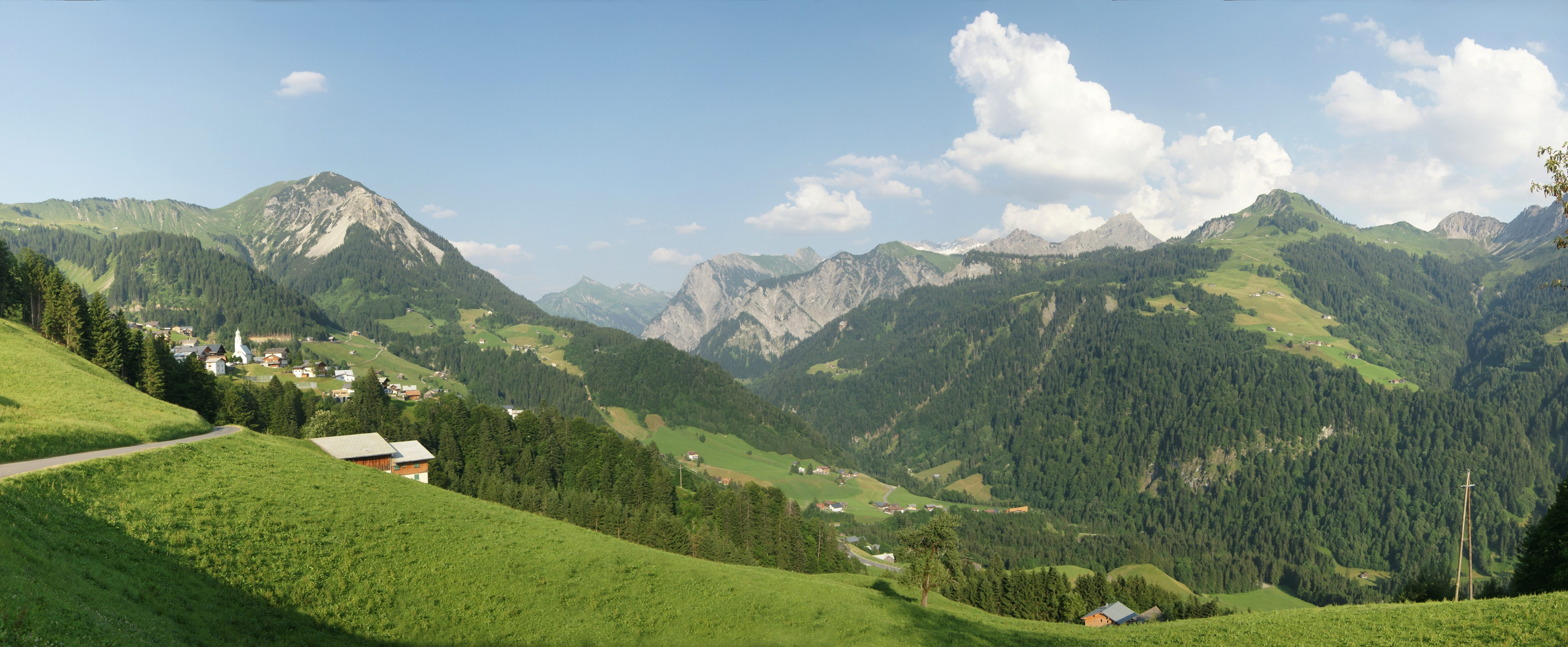
Blick ins hintere Große Walsertal, links die Blasenka

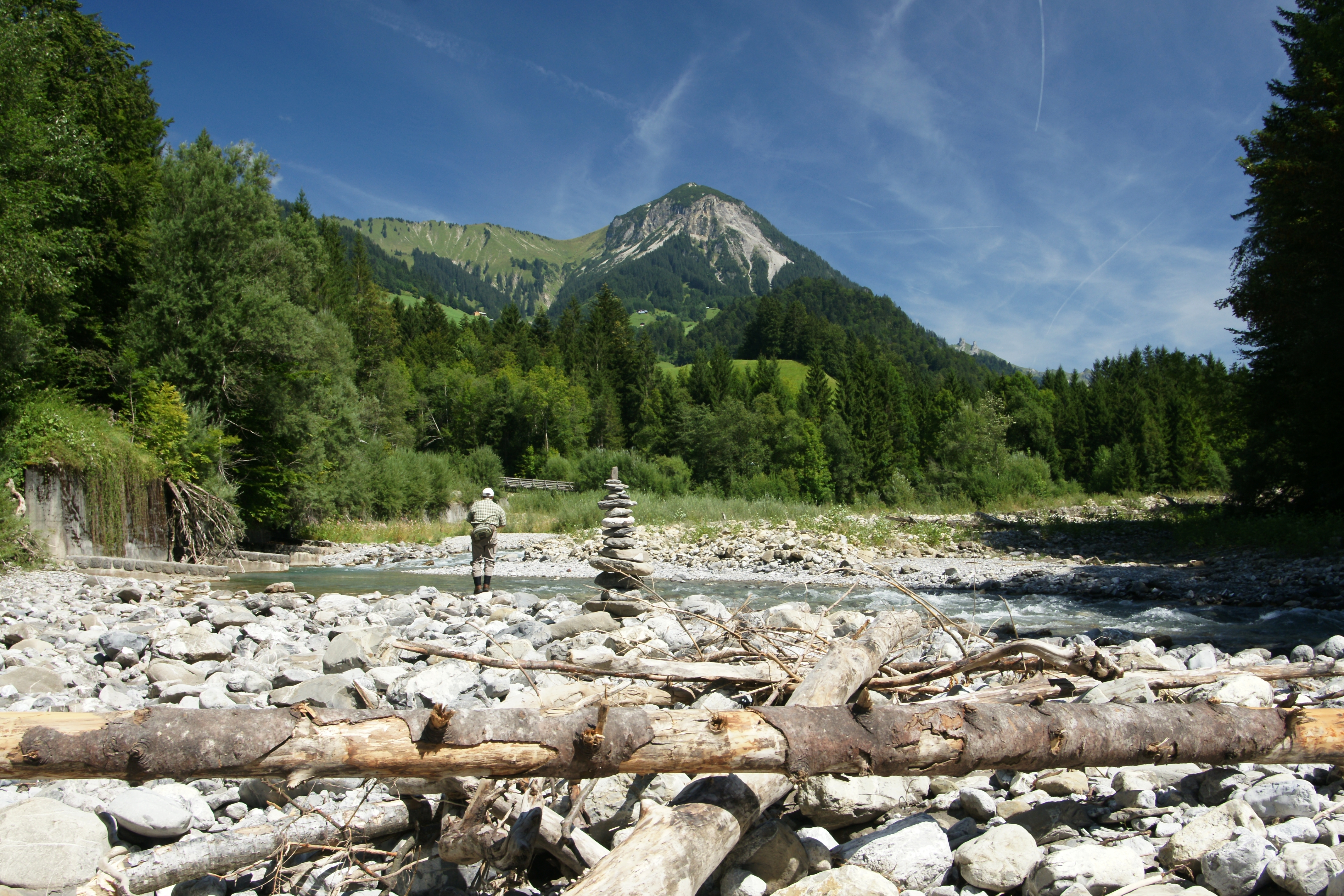
Die Blasenka von der Lutz aus gesehen

Die Blasenka ist eine 2004 m hohe Bergschulter im österreichischen Bundesland Vorarlberg. Die Blasenka ist deutlich bekannter als der Hauptgipfel Hochlicht, weil sie vom gesamten Tal aus gut zu sehen ist und weil sie wegen der guten Aussicht ein beliebtes Wanderziel ist.

## Morphologie und Geologie
Die Blasenka ist kein eigenständiger Berg, sondern eine Kuppe am südwestlichen Ende eines Kamms. Am nordöstlichen Ende liegt das Hochlicht mit 2109 m Höhe. Teilweise wird auch der gesamte Berg als Blasenka bezeichnet.
Geologisch gehört das Gebiet zu den Nördlichen Kalkalpen, das Gestein ist Dolomit.

## Lage

### Politische Lage
Die Blasenka und der größte Teil des Berges liegen im Gemeindegebiet von Fontanella. Der untere Südhang und der untere Südosthang liegen im Gemeindegebiet von Sonntag.

### Lage nach Region, Tälern und Gewässern
Die Blasenka gehört zur Region und Talschaft Großes Walsertal. Nordwestlich liegt der Seebergbach mit dem Seewaldtobel. Südwestlich liegt der Seewaldsee. Im Süden liegt die Lutz und die hinterste Ortschaft des Großen Walsertals, Buchboden.

### Lage nach Gebirge
Die Blasenka liegt in der Zitterklapfengruppe des Lechquellengebirges. Der Hauptkamm der Zitterklapfengruppe verläuft von der Blasenka über das Hochlicht, die Hochschere (2013 m) zum Zitterklapfen (2403 m) und weiter nach Osten. Ein Nebenkamm führt vom Hochlicht nach Nordwesten zum Zafernhorn.

## Naturschutz
Die Blasenka liegt im UNESCO-Biosphärenpark Großes Walsertal. Die Südosthälfte gehört zum Großraumbiotop Blasenka-Südhang in Fontanella mit 86 ha Größe. Hier gibt es Kalkrasen, Latschen, Felsen, Schuttfluren und verschiedene Waldtypen. Der Südhang ist besonders artenreich, es gibt unter anderem viele Orchideen.
Nördlich vom Seewaldtobel und vom Hochlicht ist eine Wildruhezone vom 1. November bis zum 30. April.

## Wandern
Von Fontanella aus geht man etwa drei Stunden auf die Blasenka über die Sägebrücke, Zafernmaisäß, Bärenalpe. Von der Ortschaft Seewald über die Bärenalpe sind es zweieinhalb Stunden. Der Weg auf die Blasenka ist an einigen wenigen Stellen mit einem Drahtseil gesichert. Die Besonderheit der Blasenka ist die Aussicht auf das Große Walsertal und die umliegenden Berge. Zu sehen sind bei guter Sicht unter anderem der Zitterklapfen, die Braunarlspitze, der Feuerstein (Lechquellengebirge), der Misthaufen, die Rote Wand, die Zimba, die Schesaplana, das Türtschhorn, das Glatthorn, das Portlahorn, das Zafernhorn, die Damülser Mittagspitze, die Klippern, die Kanisfluh und die Winterstaude.